# القباسة
القُباسة أو الكُباسة أو (نقحرة: ألكوباسا) هي مدينة من مدن البرتغال. يبلغ عدد سكانها 56693 نسمة وذلك حسب إحصائيات سنة 2011. يبلغ ارتفاع المدينة عن سطح البحر قرابة 42 متر. تبلغ مساحتها 408.14 كم².

## أعلام
- أفونسو الثالث ملك البرتغال
- بيدرو الأول ملك البرتغال
- إينيس دي كاسترو
- ميغيل بابتيستا
- جواو لورنسو
- خوسيه ريتا

ألكوباكا - Alcobaça
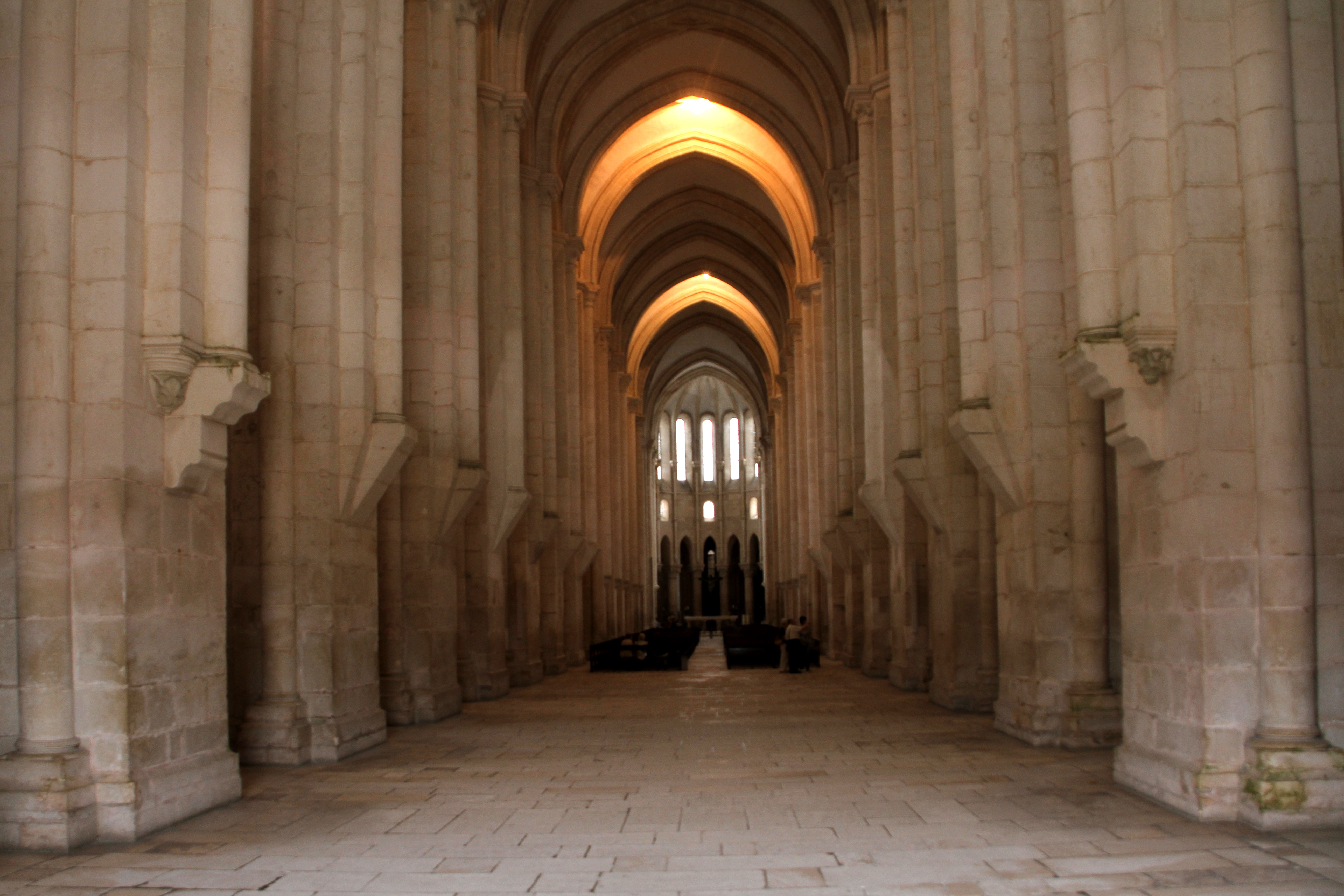
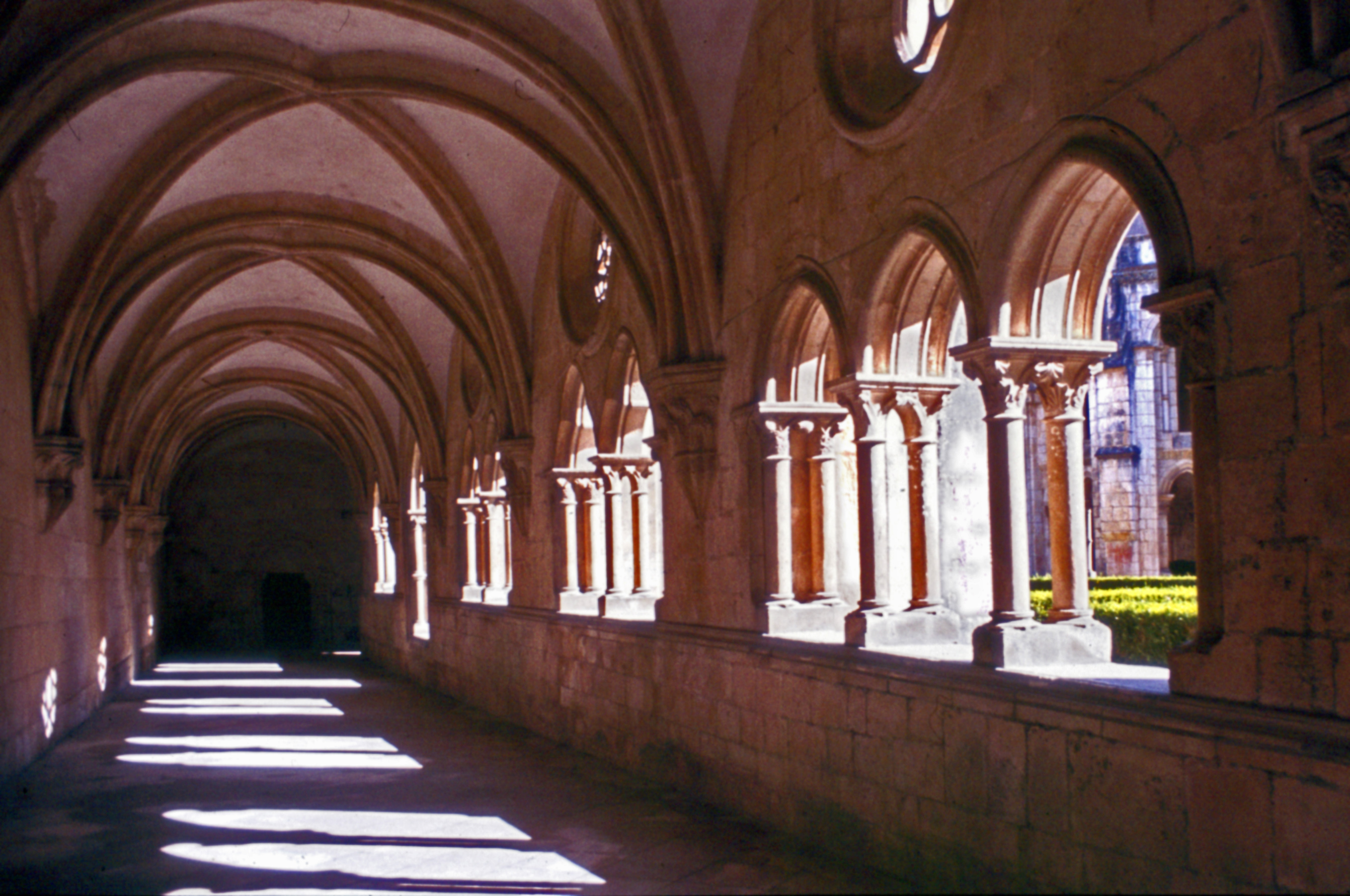
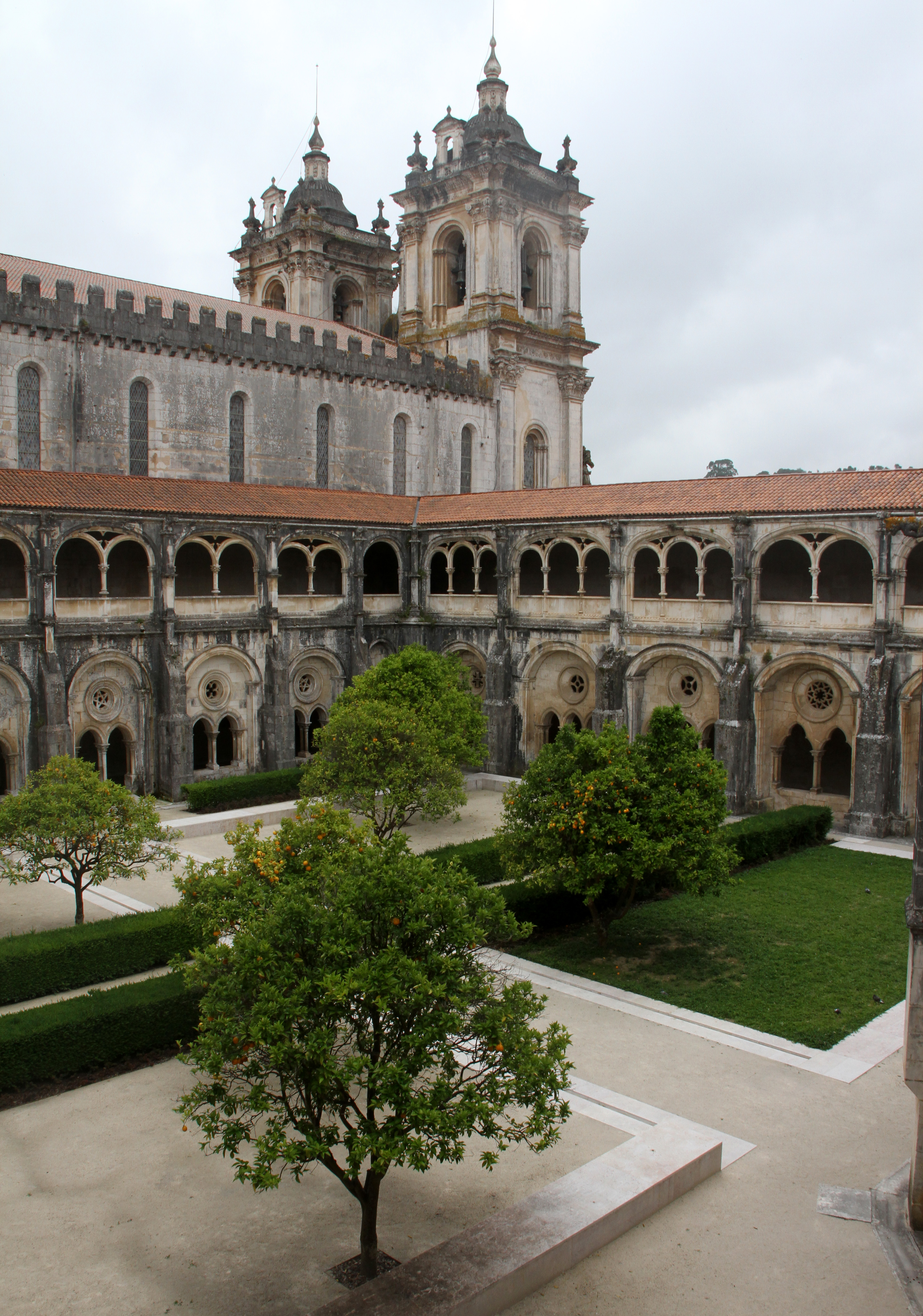
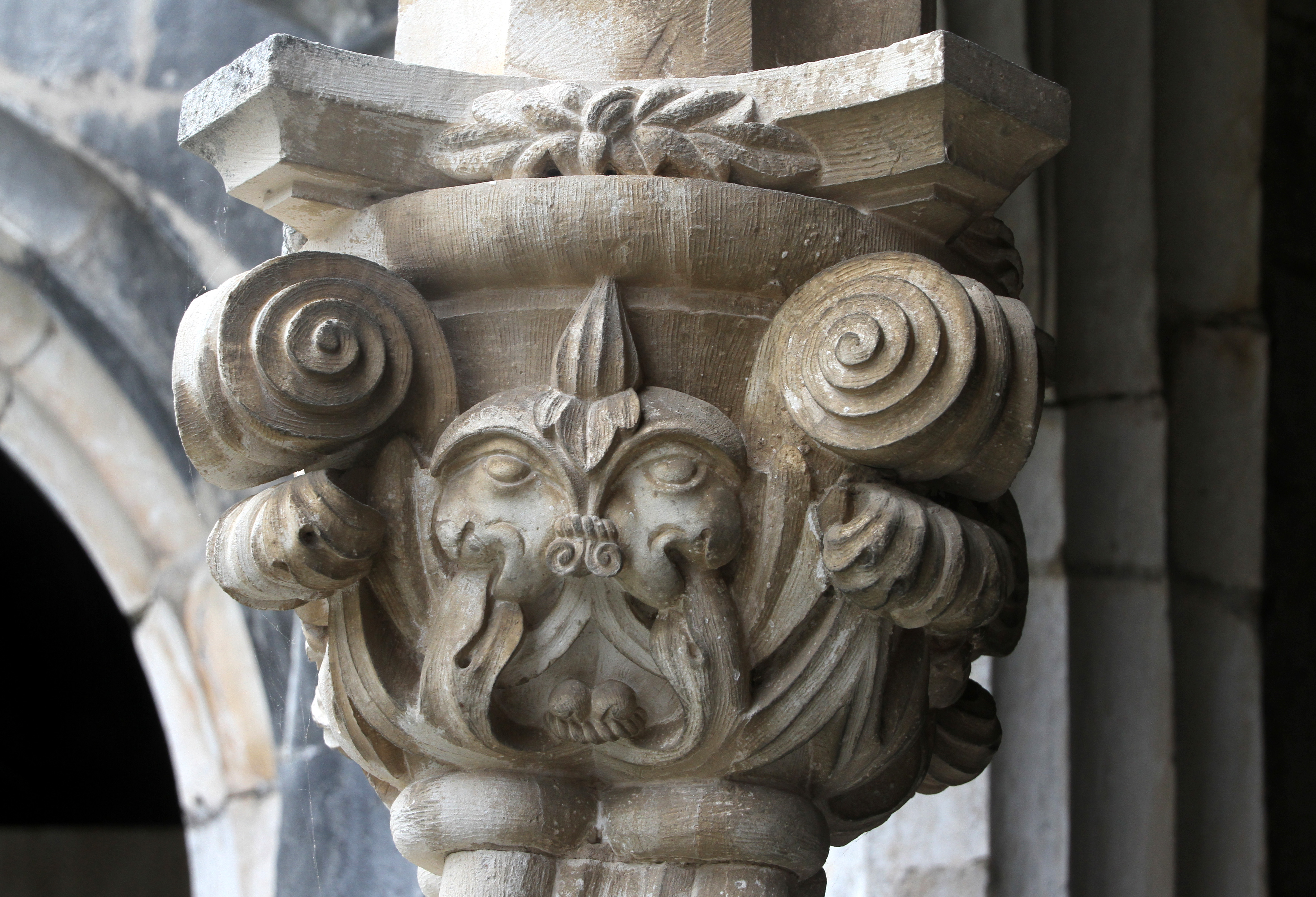
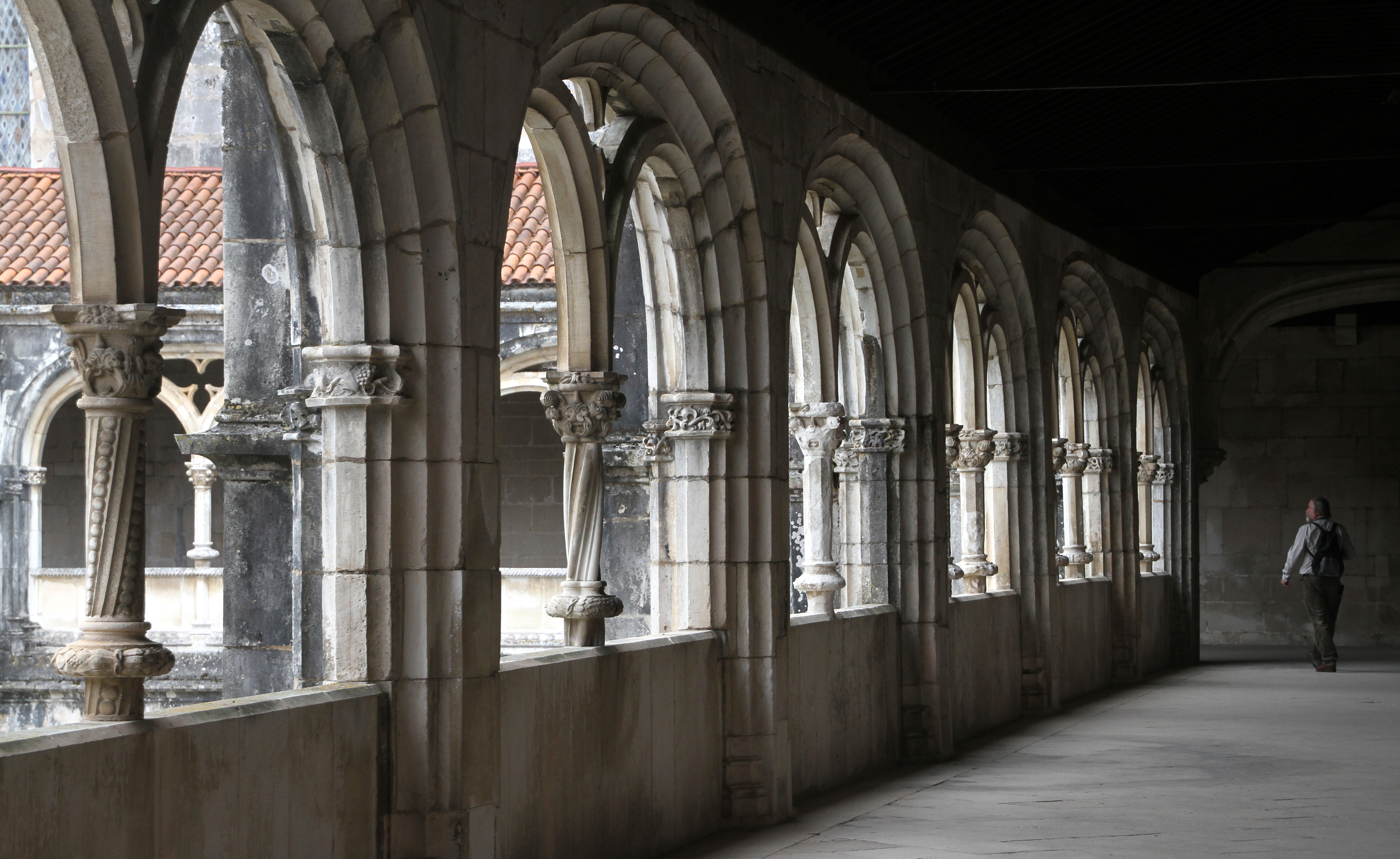
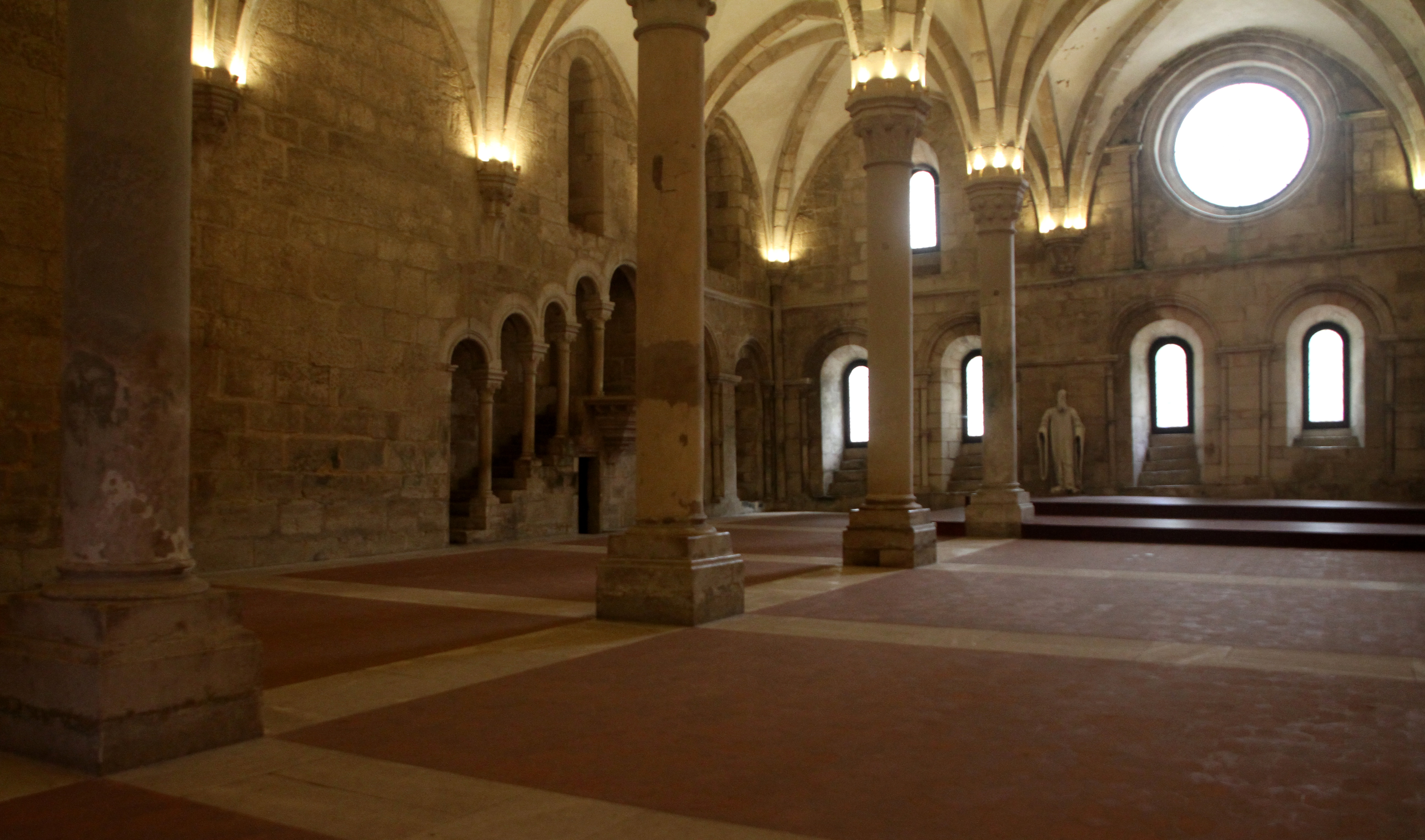
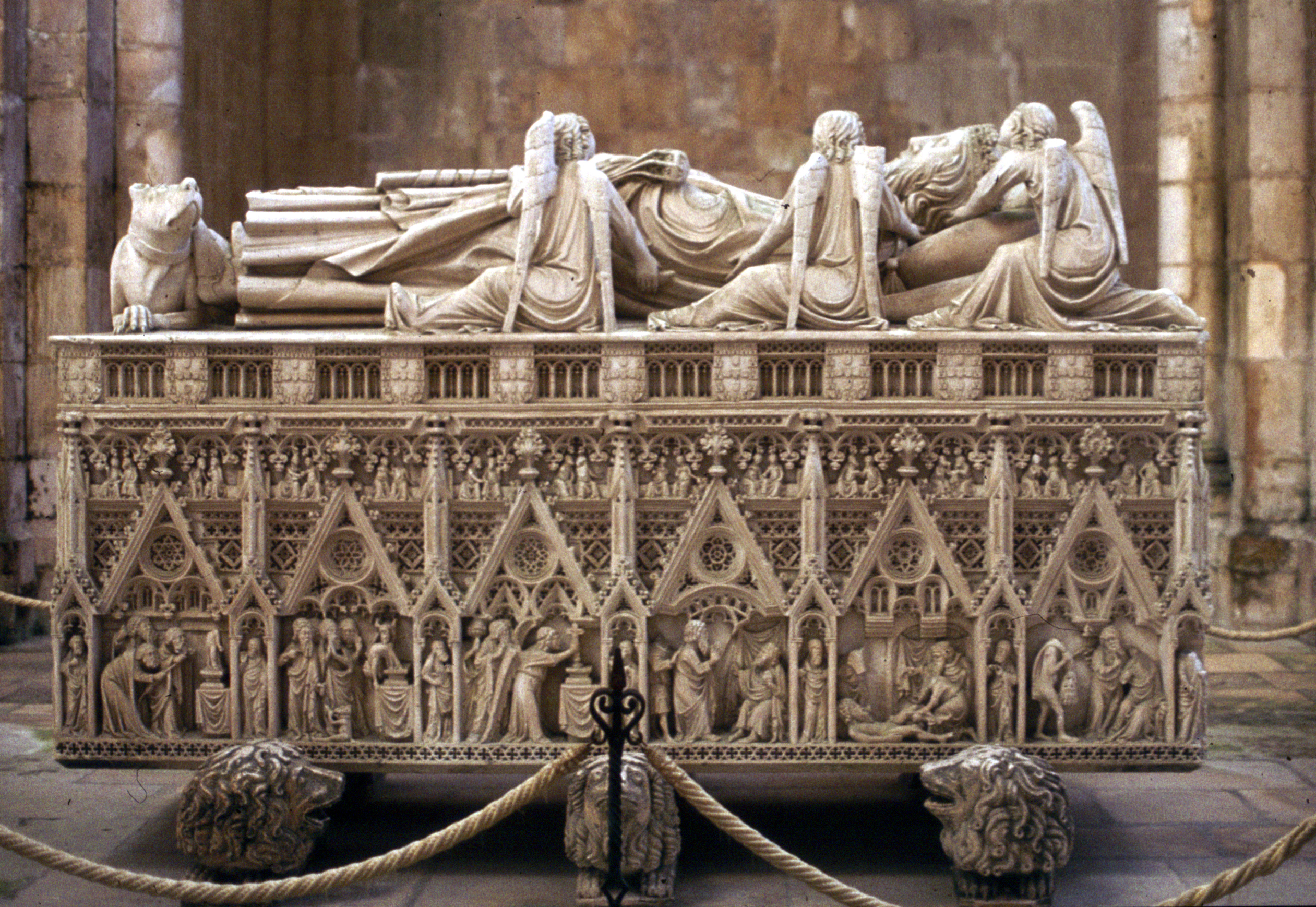
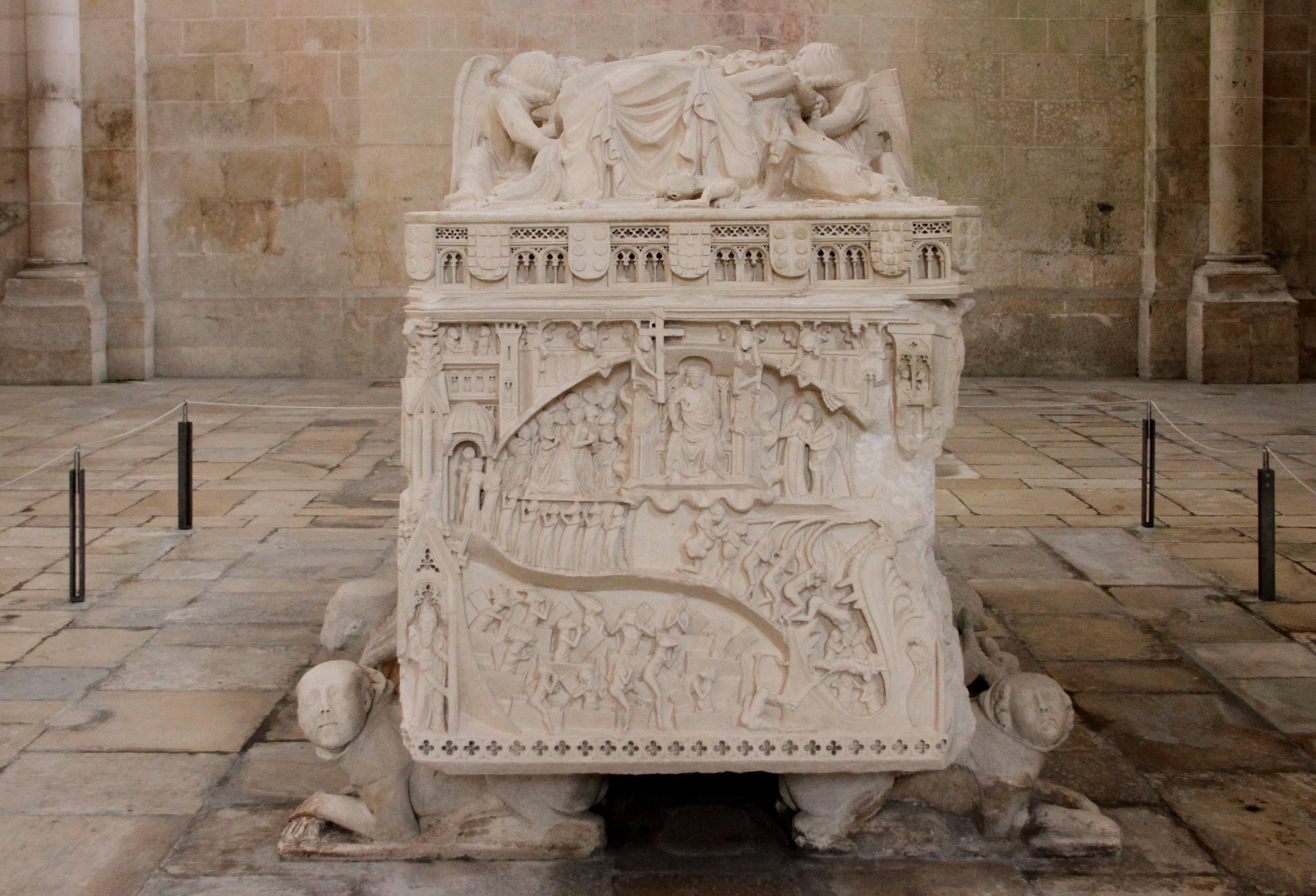

## وصلات خارجية
- الموقع الرسمي